# Črešnar
Črešnar je priimek v Sloveniji, ki ga je po podatkih Statističnega urada Republike Slovenije na dan 1. januarja 2010 uporabljalo 481 oseb in je med vsemi priimki po pogostosti uporabe uvrščen na 645. mesto.

## Znani nosilci priimka
- Andreja Črešnar Pungaršek, pevka
- Anja Črešnar Vintar, arheologinja, arhivistka
- Bronislava Črešnar (1950 - 2024), biokemičarka, prof. MF UL
- Matija Črešnar (*1979), arheolog in geolog (FF UL)
- Metod Črešnar, modni oblikovalec, kostumograf
- Nevenka Črešnar Pergar, podjetnica